# Templo de Halifax
El Templo de Halifax, Nueva Escocia, es uno de los templos construidos y operados por la Iglesia de Jesucristo de los Santos de los Últimos Días, el número 64 en operacones continuas por la iglesia y el número 5 construido en Canadá, haciéndolo el cuarto país con más templos SUD después de México y Brasil. Antes de la construcción del templo en Halifax, los fieles de la región desplazaban al oeste, hasta el Templo de Toronto, para asistir a sus rituales religiosos.

## Historia
El proselitismo restauracionista en las provincias marítimas de Canadá comenzó de manera formal con la llegada en 1833 de Lyman E. Johnson, miembro del cuórum de los Doce Apóstoles del Movimiento de los Santos de los Últimos Días. De la obra de Johnson se organizó una congregación en Nuevo Brunswick en 1836. La primera congregación en Halifax fue organizada en 1843 bajo dirección del fundador de la iglesia, Joseph Smith. Varios conversos migraron al territorio de Utah con Brigham Young y los pioneros mormones. Dos de quienes migraron de la región de Nueva Escocia fueron llamados a servir como uno de los doce apóstoles de la iglesia, Marriner W. Merrill y su hijo Joseph F. Merrill.
El área de Nueva Escocia estuvo entre las regiones de mayor crecimiento de la iglesia SUD en Canadá en los años 1970. Comenzando con 250 miembros en 1972, el número de fieles en los siguientes 10 años aumentó a 2331 conversos. El área de Dartmouth/Halifax en Nueva Escocia es el centro de la actividad restauracionista de unos 7.000 miembros en las provincias marítimas de Canadá.

## Anuncio
Los planes para la construcción del templo en Halifax, la capital de Nueva Escocia, se anunciaron el 7 de mayo de 1998, mediante una carta dirigida a las autoridades generales del área. En abril de ese mismo año la iglesia había anunciado la construcción de más de 30 templos de dimensiones reducidas en comparación con la tradición previa. El templo de Halifax fue diseñada con esas especificaciones reducidas, siendo el noveno templo construido desde el anuncio en abril. La ceremonia de la palada inicial tuvo lugar el 12 de octubre de ese mismo año, presidida por las autoridades generales de la iglesia en esa área y con la asistencia de unas 500 personas. En vista del clima inclemente durante la ceremonia de la primera palada, los servicios ocurrieron bajo cubierta con un breve momento bajo la lluvia para remover la tierra. La primera palada del templo de Halifax ocurrió dos días después de la misma ceremonia para el templo de Detroit.

## Dedicación
El templo SUD de Halifax fue dedicado para sus actividades eclesiásticas en cuatro sesiones, el 14 de noviembre de 1999, por el entonces presidente de la Iglesia SUD Gordon B. Hinckley. Por ser en estados cercanos, Hinckley tenía pautado dedicar el templo de Halifax y el de Templo de Regina (Saskatchewan) un día después. Pero el avión donde viajaba Hinckley sufría desperfectos mecánicos que no fueron arreglados a tiempo para el despegue asignado, retrasándose la dedicación del templo de Hailfax, previsto el día anterior al de la dedicación del templo de Regina.  Hinckley envió a Boyd K. Packer, uno de los miembros del Quórum de los Doce Apóstoles, a dedicar el templo de Regina, haciendo que el templo de Regina fuese el primer templo desde 1888 dedicado por una autoridad general de la iglesia SUD que no pertenecía a la Primera Presidencia. Lorenzo Snow dedicó el templo de Manti en 1888 antes de que fuese llamado a la Primera Presidencia de su época. En vista del imprevisto, por primera vez en la historia de la iglesia SUD, dos templos fueron dedicados en el mismo día: el de Halifax y el de Regina.
Con anterioridad a ello, la iglesia permitió un recorrido público del interior y las instalaciones del templo la semana del 4 al 7 de noviembre de 1999, al que asistieron unos 8.000 visitantes. Unos 5.400 miembros de la iglesia e invitados asistieron a la ceremonia de dedicación, que incluye una oración dedicatoria. 
El templo SUD de Halifax atiende a miles de miembros de la iglesia SUD repartidos en 20 estacas de los estados Nueva Escocia y Nuevo Brunswick.